# WWE Day 1 (2022)
WWE Day 1 war eine Wrestling-Veranstaltung der WWE, die als Pay-per-View auf dem WWE Network und dem Streaming-Portal Peacock ausgestrahlt wurde. Sie fand am 1. Januar 2022 in der State Farm Arena in Atlanta, Georgia, Vereinigte Staaten statt.

## Hintergrund
Im Vorfeld der Veranstaltung wurden neun Matches, dafür eines für die Pre-Show angesetzt. Diese resultierten aus den Storylines, die in den Wochen vor dem Pay-Per-View bei Raw und SmackDown, den wöchentlichen Shows der WWE gezeigt wurden.

## Ergebnisse
| Matchart                                              |                                    |      |                                                        | Zeit  |
| ----------------------------------------------------- | ---------------------------------- | ---- | ------------------------------------------------------ | ----- |
| Tag-Team-Match Pre-Show-Match                         | Sheamus und Ridge Holland          | bes. | Ricochet und Cesaro                                    | 9:44  |
| Tag-Team-Match um die SmackDown Tag Team Championship | The Usos Jimmy Uso und Jey Uso (C) | bes. | The New Day Kofi Kingston und Xavier Woods             | 17:08 |
| Singles-Match                                         | Drew McIntyre                      | bes. | Madcap Moss                                            | 9:42  |
| Tag-Team-Match um die Raw Tag Team Championship       | RK-Bro Randy Orton und Riddle (C)  | bes. | The Street Profits Montez Ford und Angelo Dawkins      | 11:14 |
| Singles-Match                                         | Edge                               | bes. | The Miz                                                | 20:03 |
| Singles-Match um die Raw Women’s Championship         | Becky Lynch (C)                    | bes. | Liv Morgan                                             | 16:57 |
| Fatal-Five-Way-Match um die WWE Championship          | Brock Lesnar                       | bes. | Big E (C), Seth Rollins, Kevin Owens und Bobby Lashley | 8:20  |

| Funktion      | Name            |
| ------------- | --------------- |
| Kommentatoren | Byron Saxton    |
| Kommentatoren | Pat McAfee      |
| Kommentatoren | Jimmy Smith     |
| Kommentatoren | Corey Graves    |
| Kommentatoren | Michael Cole    |
| Pre-Show      | JBL             |
| Pre-Show      | Peter Rosenberg |
| Pre-Show      | Booker T        |
| Pre-Show      | Sonya Deville   |
| Ringansager   | Mike Rome       |

## Besonderheiten
- Das Match um die WWE Universal Championship fand nicht statt, da Roman Reigns positiv auf das Covid-19 Virus getestet worden ist.[2]